# 575 a.C.
Il 575 a.C. (DLXXV a.C. in numeri romani) è un anno  del VI secolo a.C.

## Eventi
Anno presunto di costruzione della porta di Ishtar